# Rivière Laviolette Est
Pour les articles homonymes, voir Laviolette (homonymie).
La rivière Laviolette Est est un affluent de la rivière Laviolette, coulant dans les cantons de Troyes, de Villiers et de Légaré, du côté ouest de la rivière Saint-Maurice, dans le territoire non organisé de la Baie-de-la-Bouteille, dans la municipalité régionale de comté (MRC) de Matawinie, dans la région administrative de la Lanaudière, au Québec, au Canada.
Ce cours d'eau fait partie du bassin versant du réservoir Taureau et de la rivière Matawin laquelle coule généralement vers l'est pour se déverser sur la rive est de la rivière Saint-Maurice ; cette dernière se déverse à son tour à Trois-Rivières sur la rive nord du fleuve Saint-Laurent.
L’activité économique du bassin versant de la rivière Laviolette Est s’avère la foresterie et les activités récréotouristiques. Le cours de la rivière coule entièrement en zones forestières. La surface de la rivière est généralement gelée de la mi-décembre jusqu’à la fin mars.

## Géographie
La rivière Laviolette Est prend sa source à l’embouchure d’un lac sans nom (longueur : 0,7 km ; altitude : 506 m) lequel chevauche les cantons de Troyes et de Villiers, dans le territoire non organisé de Baie-de-la-Bouteille.
L’embouchure de ce lac de tête est située à 13,2 km au nord de la confluence de la « rivière Laviolette Est », à 5,0 km au nord du centre du village de Saint-Michel-des-Saints et à 89 km à l'ouest de la confluence de la rivière Matawin.
À partir de l’embouchure du lac de tête, la rivière Laviolette Est coule sur 18,7 km, selon les segments suivants :
- 2,4 km vers le sud, puis vers l’est, dans le canton de Troyes et de Légaré, en traversant le lac Sabert (longueur : 2,0 km ; altitude : 503 m) sur sa pleine longueur, jusqu’à l’embouchure ;
- 1,4 km vers le sud-est, en traversant un lac sans nom (longueur : 1,4 km ; altitude : 454 m), jusqu’à son embouchure ;
- 2,4 km vers le sud en recueillant les eaux de la décharge du lac D’Elvert, jusqu’à la limite du canton de Légaré ;
- 7,9 km vers le sud-est, puis vers le sud-ouest, en traversant le lac Murray (longueur : 7,2 km ; altitude : 444 m), jusqu’à son embouchure ;
- 4,6 km vers le sud-est, jusqu’à la confluence de la rivière[1].

La rivière Laviolette Est se déverse dans le canton de Légaré, sur la rive est de la rivière Laviolette.
La confluence de la rivière Laviolette Est est située à :
- 28,3 km au nord-ouest du centre du village de Saint-Michel-des-Saints ;
- 29,9 km au nord-ouest de l’embouchure du réservoir Taureau ;
- 88 km à l'ouest de la confluence de la rivière Matawin.

## Toponymie
Le toponyme rivière Laviolette Est a été officialisé le 5 décembre 1968 à la Commission de toponymie du Québec.